# 山東永泰化工集団
山東永泰化工集団有限公司（英語: Shandong Yongtai Chemical Group）は、かつて存在した中華人民共和国の化学製品メーカー。

## 概要
1996年に中国・山東省東営市に設立。化学製品の中でもゴム製品、特に自動車用タイヤの製造を得意としていた。一般向けには主に「DURUN」のブランドを使用しており、2010年ごろからは伊藤忠商事を通じて、日本でも一部のタイヤ専門店などで取り扱われるようになっていた。
またモータースポーツ向けには、買収したイギリス系ブランドの「DMACK」でタイヤを供給しており、2011年からは世界ラリー選手権（WRC）向けにタイヤ供給を開始。WRCでは元々ミシュランが圧倒的なシェアを占めているため、当初同社タイヤのユーザーは一部プライベーターに限られていたが、2013年からはBMW・ミニの主力チームであるモータースポーツイタリアが同社製タイヤを採用するなど、徐々にユーザーが増加しつつあった。2017年はフォードの実質的ワークス・チームであるMスポーツへのタイヤ供給が実現し、同年10月のウェールズ・ラリーGBでWRC初勝利を達成したが、その直後の11月にWRCへのフル参戦を中止する方針を明らかにした。
アメリカの「タイヤビジネス」誌によれば、2016年時点で世界のタイヤ製造メーカーの中では32位（中国10位）につけていたが、2016年に山東省の環境規制が強化されたことや、東南アジア諸国連合（ASEAN）のゴム輸出規制、原材料価格の高騰などを背景に、2018年に入り経営が急速に悪化、同年8月2日に破産申請を行う。同年10月現在工場は閉鎖されており、従業員も全員解雇されている。
イギリス法人のDMACKは、同年9月にWRC用の新タイヤを発表するなど、中国本社とは別個に営業活動を継続していたが、2021年よりWRCのタイヤがピレリのワンメイクとなることなどから、2020年現在は既にWRCから撤退している。

## 備考
アポロリテイリング（出光興産の子会社）のプライベートブランドである「DURAN」タイヤとは関係はない（「DURAN」は出光と横浜ゴムとの共同開発商品である）。